# Nguyễn Phúc Hồng Diêu
Nguyễn Phúc Hồng Diêu (còn có âm đọc là Dao) (chữ Hán: 阮福洪傜; 16 tháng 6 năm 1845 – 5 tháng 7 năm 1875), tước phong Phú Lương công (富良公), là một hoàng tử con vua Thiệu Trị nhà Nguyễn trong lịch sử Việt Nam.

## Tiểu sử
Hoàng tử Hồng Diêu sinh ngày 12 tháng 5 (âm lịch) năm Ất Tỵ (1845), là con trai thứ 25 của vua Thiệu Trị, mẹ là Tam giai Đức tần Nguyễn Thị Huyên. Khi còn là hoàng tử, ông là người có học hạnh. Chị cùng mẹ với ông là Phú Lệ Công chúa Đôn Trinh, con gái thứ 18 của vua Thiệu Trị, lấy chồng là Phò mã Đô úy Nguyễn Cửu Toản.
Năm Tự Đức thứ 18 (1865), hoàng đệ Hồng Diêu được vua anh là phong làm Phú Lương Quận công (富良郡公), cùng với Hồng Cai làm Kiên Quốc công và Hồng Dật làm Văn Lãng Quận công. Vua anh Tự Đức ra bài cho cả ba hoàng đệ cùng làm, vì hoàng đệ Hồng Cai học hành hơn cả nên mới được đặc cách phong làm Quốc công.
Năm Tự Đức thứ 28, Ất Hợi (1875), ngày 3 tháng 6 (âm lịch), quận công Hồng Diêu mất, hưởng dương 31 tuổi, được ban thụy là Cung Lượng (恭亮), mộ táng tại An Ninh Thượng (Hương Trà, Thừa Thiên). Phủ thờ của ngài hiện tọa lạc tại số 84, đường Văn Thánh, thành phố Huế.
Năm 1941, vua Bảo Đại truy tặng cho hoàng thân Hồng Diêu làm Phú Lương công (富良公), cải thụy thành Cung Túc (恭肅).
Phú Lương công có năm người con trai và 5 người con gái. Ông được ban cho bộ chữ Lỗi (耒) để dặt tên cho các con cháu trong phòng. Con trưởng của ông là công tử Ưng Ngẫu, con của người vợ thứ, được tập phong làm Kỳ ngoại hầu (畿外侯). Năm Đồng Khánh thứ nhất, bổ làm chức Phó quản cơ. Sau vì tội vu cáo người khác đi theo giặc để nhận hối lộ nên công tử bị cách chức, phải đổi theo họ mẹ.